# Samotny detektyw McQ
Samotny detektyw McQ (ang. McQ) – amerykański dramat kryminalny z 1974 roku, w reżyserii Johna Sturgesa.

## Opis fabuły
Sierżant Stan Boyle (William Bryant) zabija dwóch policjantów i sam ginie od kuli wymierzonej przez nieznajomego. Detektyw Lon McQ (John Wayne) natychmiast włącza się do śledztwa. Głównym podejrzanym jest Manny Santiago (Al Lettieri), boss światka przestępczego. McQ śledzi policyjny samochód przewożący dużą partię kokainy do zniszczenia. Towar przechwytują gangsterzy.
Akcja rozgrywa się w Seattle.

## Obsada
- John Wayne jako detektyw Lon McQ
- William Bryant jako sierżant Stan Boyle
- Al Lettieri jako Manny Santiago
- Eddie Albert jako kapitan Ed Kosterman
- Diana Muldaur jako Lois Boyle
- Colleen Dewhurst jako Myra
- Clu Gulager jako sierżant Franklin Toms
- David Huddleston jako Edward M. "Pinky" Farrow
- Jim Watkins jako J.C. Davis
- Julie Adams jako Elaine Forrester

i inni